# Pedro Grajales
Pedro Grajales, född 14 juni 1940, är en friidrottare från Colombia. Han deltog vid olympiska sommarspelen 1964 och olympiska sommarspelen 1968.